# Viktorija (mitologija)
Viktorija je v starorimski religiji pobožansko poosebljenje zmage. Prvič se pojavi med prvo punsko vojno, navidezno kot romanizirano preimenovanje Nike, boginje zmage, povezane z grškimi zavezniki Rima na grški celini in v Magna Graecia. Nato postane simbol končne hegemonije in pravice Rima do vladanja. Je pobožanstvena abstrakcija, upravičena do kulta, a za razliko od Nike praktično nima lastne mitologije.

## Zgodovina in ikonografija
Viktorija se prvič pojavi med prvo punsko vojno, kot prevod ali preimenovanje Nike, grške boginje zmage v miru ali vojni. Rimska vojska je Nike poznala kot boginjo grških zaveznikov Rima v punskih vojnah. Častili so jo v Veliki Grčiji in celinski Grčiji, bila pa je tudi predmet grškega mita. Približno v tem času začnejo različna rimska vojna božanstva prejemati vzdevke victor (zmagovalec) ali invictus (nepremagan). V poznem republikanskem in zgodnjem cesarskem obdobju je Viktorija postala priljubljena civilna in vojaška boginja, v povezavi z drugimi božanstvi in sama po sebi. Leta 294 pred našim štetjem je dobila tempelj na Palatinskem griču. Uporabljali so jo za shranjevanje vojnega plena in med gradnjo njenega lastnega templja je bil kip Magne Mater. Viktorija je imela več drugih svetišč po Rimu. V cesarski dobi je bila Timgad victoria victrix (osvajajoča zmaga) priznana za cesarski uspeh.
Viktorijine podobe kovancev in kultne podobe verjetno temeljijo na izvirni kultni podobi, uporabljeni v njenem templju. Njene kultne podobe jo prikazujejo v položaju krilate ženske, ki stopa naprej, oprta na zemeljsko oblo in dvigne (ali ponudi) venec ali palmovo vejo, kar ni simbol vojne, ampak zmagoslavja in miru, ki je bil posledica  zmage. Druge podobe jo prikazujejo v človeški velikosti, kako vozi zmagoslavni bojni voz, ali kot prostostoječ kip, ki stoji na desni dlani veliko večje figure, običajno rimskega vrhovnega boga Jupitra ali boga vojne Marsa oz. Rome, božanske poosebitve rimske države.
Boginja Vica Pota se včasih identificira z Viktorijo, vendar je skoraj zagotovo preveč starodavna, da bi na njeno ikonografijo vplivala grška Nike, zato jo obravnavajo kot ločeno božanstvo. Viktorija je eno od mnogih rimskih božanstev, povezanih s sabinsko boginjo Vacuno.
Z vzponom krščanstva so rimske verske zadeve in institucije ostale pod oblastjo vladajočega cesarja kot pontifex maximusa, ne glede na to, ali je bil kristjan ali pogan. Na splošno so senatorji še vedno spoštovali ali vsaj dovoljevali izvajanje poganskih žrtvenih obredov, ki so bili nujni za blaginjo Rima, vključno z žrtvovanjem Viktoriji na njenem senatnem oltarju pred vsakim srečanjem. To je bil bistven postopek, odkar je oltar podaril Oktavijan leta 29 pr. n. št.. Leta 379 je krščanski cesar Gracijan zavrnil položaj pontifex maximusa in ukinil državno podporo tradicionalnim rimskim božanstvom in obredom. Leta 382 je dal odstraniti Viktorijin oltar iz njenega templja v kuriji Juliji. Pred tem jih je odstranil Konstancij II., po protestu pa so jih vrnili. Tokrat kljub vsesplošni jezi in tesnobi, ki so jo delili uradniki na najvišji ravni, ni bil obnovljen.

### "Krilata Viktorija"
Krilate figure, zelo pogosto v parih, ki predstavljajo zmago in se imenujejo krilate Viktorije, so običajne v rimski uradni ikonografiji, običajno lebdijo visoko v kompoziciji in pogosto zapolnjujejo prostore v spandrelih ali drugih vrzelih v arhitekturi. Ti predstavljajo »duha zmage« in ne popolnega božanstva. Pari krilatih Viktorij so se še naprej pojavljale po pokristjanjevanju cesarstva in se postopoma razvile v upodobitve krščanskih angelov. Par, obrnjen navznoter, se je zelo priročno prilegal v spandrele lokov in je bil zelo pogost pri slavolokih in podobnih oblikah, kjer je krožni element uokvirjen s pravokotnikom.

## Galerija
- Viktorija na vrhu berlinskega stebra zmage. Ulita pri Gladenbeck, Berlin)[10]
- Zlatnik Konstancija II., ki prikazuje Viktorijo na hrbtni strani
- Intaglio v lapis lazuliju, ki predstavlja Viktorijo, 100–200 AD, najden v galo-rimskem muzeju Tongeren, Tongres
- Rimska boginja Viktorija v fragmentu Arretinske posode
- Viktorija, kot je upodobljena na Utah Goldback Twenty Five, 2019